# Stallings
Stallings é uma vila localizada no estado norte-americano da Carolina do Norte, nos condados de Mecklenburg e Union.

## Demografia
Segundo o censo norte-americano de 2000, a sua população era de 3189 habitantes.
Em 2006, foi estimada uma população de 4073, um aumento de 884 (27.7%).

## Geografia
De acordo com o United States Census Bureau tem uma área de 9,1 km², dos quais 9,1 km² cobertos por terra e 0,0 km² cobertos por água.

## Localidades na vizinhança
O diagrama seguinte representa as localidades num raio de 12 km ao redor de Stallings.